# Australaugeneria rutilans
Australaugeneria rutilans är en ringmaskart som först beskrevs av Grube 1878.  Australaugeneria rutilans ingår i släktet Australaugeneria och familjen Polynoidae. Inga underarter finns listade i Catalogue of Life.